# J.T. Ross Jackson
J.T. Ross Jackson er dansk/canadisk økonom, forfatter og filantrop, født i Ottawa, Canada i 1938. Bosiddende i Danmark siden 1964 og dansk statsborger siden 1972. J.T. Ross Jackson er uddannet i fysik, business administration og operationsanalyse fra Case Western University, Cleveland, Ohio, USA. 
I 1982 rejste J.T. Ross Jackson til Indien for at deltage I en konference om transpersonel psykologi i Bombay. Hovedtaleren på konferencen var Swami Muktananda (en), hindu, stor åndelig leder og grundlæggeren af Siddha Yoga (en). Swami Muktananda inviterede Ross på besøg i sin ashram, under dette ophold havde Ross en spirituel oplevelse, der ændrede hans verdenssyn og fik ham til at beslutte sig for aktivt at kæmpe for at skabe en bæredygtig verden.
“Inspirationen til mange af de ting, jeg har lavet, kom efter at jeg havde en spirituel oplevelse i Indien i 1982. Jeg syntes, at verden var på vej ind i nogle kriser på grund af overforbrug. Jeg besluttede, at jeg ville bruge resten af mit eget liv til at bidrage til en bæredygtig verden og kæmpe for en global økosamfundsbevægelse.” 
J.T. Ross Jackson har beskrevet sin spirituelle rejse i bogen, Kali Yuga Odyssey: A Spiritual Journey (San Francisco, Robert D. Reed, 2000). Oplevelsen i Indien førte til at Ross I 1987 grundlagde Gaia Trust, hvis formål det er, at støtte overgangen til et bæredygtigt samfund gennem økonomiske tilskud og proaktive initiativer. J.T. Ross Jackson er i Danmark mest kendt for sin involvering i Urtekram og for at støtte det politiske parti Alternativet. Gaia Trust har også støttet Merkur Andelskasse, Hanegal, Gaia Wind og Gaia Solar.
"As a thinker, entrepreneur, author, activist and chair of a Danish foundation that supports renewable energy and sustainable living, Ross Jackson is trying to steer humanity on a different, more nature-oriented way of life." - The Complete Engineer, The magazine of the Faculty of Engineering and applied science at Queen’s University. Winter Edition 2011

## Karriere
J.T. Ross Jackson flyttede til Danmark i 1964, hvor han fik en stilling hos IBM Danmark og mødte Hildur som han senere giftede sig med. I de efterfølgende år arbejdede Ross som it- og investeringskonsulent for en række større danske virksomheder og banker. I 1971 grundlagde J.T. Ross Jackson SimCorp sammen med sin ven Peter Pruzan (en). SimCorp er global leverandør af finans software. Ross solgte sin andel i af SimCorp i 1975. Sidenhen fokuserede han sin karriere på international økonomi og har som konsulent udviklet investeringsstrategier for internationale banker og forsikringsvirksomheder.

## Gaia Trust
Gaia Trust er en dansk velgørenhedsorganisation der blev grundlagt i 1987 på initiativ af Ross og Hildur Jackson med det formål at støtte overgangen til et bæredygtigt samfund gennem økonomiske tilskud og proaktive initiativer.
I forordet til J.T. Ross Jacksons bog And We ARE Doing It: Building an Ecovillage Future (San Francisco, Robert D. Reed, 2000) skriver forfatteren David C. Korten:
“… Ross leads an unusual double life. In the world of global finance he is known as the board chair of GaiaCorp, a leading manager of currency based hedge funds and advisor to international financial institutions on foreign exchange management. In the world of environmental activism, he is known as the board chair of Gaia Trust, a visionary grant making foundation that has expended more than $15 million in GaiaCorp profits to support groups around the world pioneering the development of ecovillages and green enterprises as the foundation of a 21st century civilization. … While it is not uncommon for successful entrepreneurs who create large personal fortunes to eventually turn their attention to philanthropy, Ross is distinctive in that he established GaiaCorp for the primary explicit purpose of generating profits to finance progressive social change.” 
Gaia Trust har hovedparten af sine midler fra datterselskabet GaiaCorp. GaiaCorp er en virksomhed, J.T. Ross Jackson skabte med det ene formål at tjene penge på finansmarkedet for at kunne finansiere bæredygtige og almennyttige projekter. I 2000 blev GaiaCorp solgt til The Appleton Group.  
 ”Vi oprettede Gaia Trust i 1987 med ideen om, at hvis vi kunne tjene penge på det software, jeg havde udviklet for finansverdenen, så kunne vi måske i løbet af 10 år have tjent penge nok til at starte en uddeling til mere bæredygtige projekter og på den måde skubbe mere i den retning.” 
Gaia Trusts strategi har altid været todelt - at støtte øko-bevægelsen gennem tilskud, samtidig med at man også investerede i "grønne" start-ups, med fokus på at skabe jobs og fremme mere bæredygtige virksomheder. Gaia Trusts to væsentligste projekter har været oprettelsen af Global Ecovillage Network og Gaia Education. Der er gennem årene blevet givet tilskud til mere end 300 projekter i over 30 lande.
I bestyrelsen for Gaia Trust har siddet J.T. Ross Jackson (formand), Lars Kjeldsen, Flemming Jensen og Peter Pruzan. Gaia Trust blev lukket ned i 2024, efter 37 år, da kapitalen var opbrugt.
Ross var formand for Gaia Trust siden grundlæggelsen. Det første store projekt var at støtte de mennesker, der allerede levede bæredygtigt i små økosamfund. Derfor tog han initiativet sammen med sin kone Hildur Jackson til at danne et globalt netværk af små økologiske samfund, som de valgte at kalde ”økosamfund” (et nyt begreb opfundet til lejligheden), som efter fire års arbejde ført til stiftelsen af Global Ecovillage Network (GEN) på et stort møde i Findhorn Park fællesskab, Scotland og blev med tiden til den verdensomfattende økosamfundsbevægelse.. GEN arbejder stadig med at etablere regionale netværk af små økosamfund over hele verden. Det første regionale netværk var danske LØS - Landsforeningen for Økosamfund der blev grundlagt i 1993.
Det næste store NGO-projekt initieret af Gaia Trust var Gaia Education, der blev skabt efter et stort sammenkomst af 50 økosamfundsledere hos Ross og Hildur i Thy, Danmark i 1998. Gaia Education, der formelt blev oprettet i 2005, er en international NGO der blandt andet tilbyder en uddannelse i bæredygtigt design af økolandsbyer og bofællesskaber. Grundlaget for undervisningen blev udviklet i perioden 1998-2005 af ca. 30 medlemmer fra GEN. Uddannelsen er anbefalet af både UNITAR og UNESCO.  

## Grøn omstilling
En af J.T. Ross Jacksons meste succesfulde investeringer har været Urtekram. Virksomheden Urtekram var i økonomiske vanskeligheder og tæt på konkurs da Ross sammen med Gaia Trust overtog 2/3 af selskabet i 1995. Ross indsatte et professionelt ledelsesteam og lykkedes i løbet af de næste 20 år med at skabe en årlig nettoomsætning på næsten 400 mio. Urtekram blev solgt til Midsona AB, Sverige i 2015 som et konsolideret og rentabelt firma. Ross Jackson siger følgende om salget:
”Urtekram bidrager hver dag gennem produktion af sunde økologiske produkter til et bedre miljø. Jeg er glad for sammen med Gaia Trust, at have bidraget til en solid og sund grøn virksomheds succes i Danmark”. 

En andet projekt J.T. Ross Jackson er aktiv i, er Nerve Smart Systems, en teknologivirksomhed med speciale i avanceret batteriteknologi. Firmaets formål er at udvikle langt mere effektive og mere bæredygtige batterier til industrien. Ross er hovedaktionær og bestyrelsesmedlem.
Duemosegård Samtalerne blev lanceret i 2016 og er et forum, hvor ildsjæle og støtter kan mødes for at drøfte fælles anliggender i et perspektiv mod en overgang til et bæredygtigt og retfærdigt samfund. Talerne der har gæstet Duemosegård tæller blandt andre: Uffe Elbæk, Lars Pehrson, Jens-Peter Bonde, Connie Hedegaard, Ejvind Larsen, Pia Olsen Dyhr, Steen Møller, Thomas Harttung, Bertel Haarder, Preben Maegaard, Knud Vilby, Søren Hermansen og Ida Auken.   
Steen Hildebrandt, professor emeritus ved bl.a. CBS om Ross Jackson:
“Han er en ret unik person. Han har udvist en enorm evne til at tjene penge ved at skabe matematiske modeller, men kombineret det med et idealistisk engagement i bæredygtighed, som man ikke ser mange steder. Jeg tror, han er højt respekteret i erhvervslivet for sin evne til at tjene penge, men han er også blevet set som en besynderlig figur for sit engagement i bæredygtighed og anset som en, der ikke forstod kapitalismens væsen.” 

## Familie
Ross mødte Hildur Jackson i 1964. De blev gift i 1967 - Sammen har de 3 børn (Rolf, 1968), (Thor Leif, 1969) og Frej (1979) og syv børnebørn. Hildur døde af kræft i 2015. Ross giftede sig med Heather, en britisk kunstner, i 2022. De driver Duemosegård sammen, som lokal kulturcenter og regenerativ gård.  
J.T. Ross Jackson bor på Duemosegård nord for København. Gården danner rammen om projekterne Fællesgrønt og Duemosegård Samtalerne. Fællesgrønt - en forening der arbejder med fælles økologisk dyrkning af grøntsager, blev startet på initiativ af Ross og Hildur Jackson i 2012, 1 halv hektar af Duemosegårds jord er stillet til rådighed til foreningens 20 familier.

## Baggrund og uddannelse
Ross blev født i Ontario, Canada i 1938. Hans fulde navn er James Thomas Ross Jackson. Ross boede i Ottawa i det meste af sin barndom og ungdom. Hans far var flyveinstruktør og psykolog, og arbejdede for det Canadiske forsvar. Ross gik på Fisher Park High School, og vandt et 4 årigt legat til at studere på Carleton University, Ottawa. Herefter gik han på Queen’s University, Kingston, Ontario. Ross fik et stipendium til at studere på Purdue Universitys Krannert School of Management i Lafayette, Indiana. Herfra har han en Masters degree in Industrial Management. Ross afsluttede sin uddannelse i 1964 med en Ph.d. i Operations Research, hvorefter han rejste til Danmark for at arbejde for IBM på opfordring af sin studiekammerat Peter Pruzan. 

## Bøger af J.T. Ross Jackson
J.T. Ross Jacksons bog Occupy World Street: A global roadmap for radical economic and political reform (Vermont, Chelsea Green, 2012) krediteres af Uffe Elbæk, Alternativets grundlægger, som en af hans inspirationskilder til at skabe det politiske parti Alternativet.
“Jeg læste hans bog Occupy World Street og blev meget fascineret af en del af tankerne i den, så jeg mødtes med ham for at høre, hvor de tanker kom fra. Senere blev han en del af en idegruppe bag Alternativet, og i slutspurten op til valget meldte han sig så på banen med en donation, der gjorde det muligt for os at føre kampagne på et helt andet niveau, end det ellers havde været muligt.” - Uffe Elbæk, Alternativets formand. 
I forbindelse med udgivelsen af bogen udgav J.T. Ross Jackson en country western inspireret sang som kan ses på YouTube.
I 2024 udgav Ross en fortsættelse til "Occupy World Street" med titlen "The Bad News & The Good News", som fortsat fokuserer på global governance. Mens den første bog tog fat på de internationale aspekter af Ross' vision for fremtiden, behandler den anden bog de nationale aspekter, med et særligt fokus på økonomien. Ross skriver også artikler som kan læses på hans hjemmeside.
- When No Means Yes: Danish Visions of a Different Europe (Hanne Norup Carlsen, J.T. Ross Jackson, Niels I. Meyer, ed. (London, Adamantine Press, 1993)
- And We ARE Doing It: Building an Ecovillage Future (San Francisco, Robert D. Reed, 2000)
- Kali Yuga Odyssey: A Spiritual Journey(San Francisco, Robert D. Reed, 2000)
- Gaian Economics: Jonathan Dawson, Ross Jackson, Helena Norberg-Hodge (ed.), (Gaia Education, 2014)
- Shaker of the Speare: The Francis Bacon Story(U.K., Book Guild Publishing, 2005)
- The Companion to Shaker of the Speare: The Francis Bacon Story(U.K., Book Guild Publishing, 2005)
- Occupy World Street: A global roadmap for radical economic and political reform (Vermont, Chelsea Green, 2012) [27]
- The Bad News & The Good News: The Economics of Collapse and The Birth of a Regenerative Society (Green Venture ApS, 2024) [28]

## Bøger på Dansk af J.T. Ross Jackson
- I fuld gang; erindringer og visioner (Hovedland, 1999)
- Kali Yuga Odysséen: en åndelig rejse (Forlaget Hovedgaden, 2004))
- Occupy World Street; vejen til en værdig fremtid, (Hovedland, 2013)